# Prostřední Žleb
Prostřední Žleb (deutsch Mittelgrund, tschechisch bis 1949: Prostřední Grunt) ist ein Stadtteil von Děčín in Tschechien.

## Geographie

### Geografische Lage

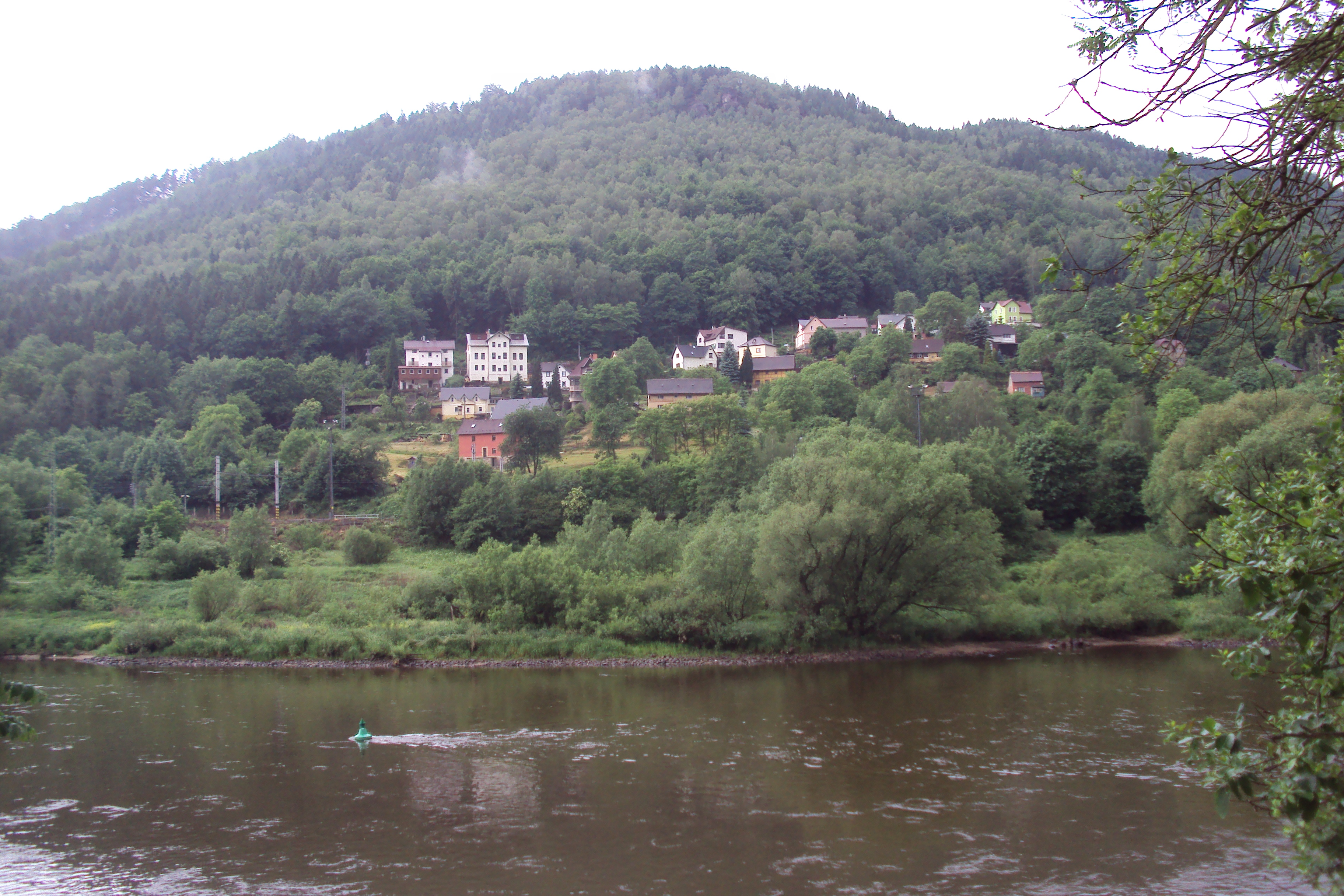
Prostřední Žleb von Loubí gesehen (2012)

Der kleine Ort liegt am linken Elbufer nördlich von Děčín im Elbsandsteingebirge.

### Nachbargemeinden
Am gegenüberliegenden Elbufer liegt der kleine Děčíner Stadtteil Loubí (Laube) mit der kleinen Häusergruppe Podskalí (Rasseln). Südlich, im benachbarten Horní Žleb (Obergrund) befindet sich der Bahnhof Prostřední Žleb. Westlich liegt der Stadtteil Jalůvčí.

## Geschichte
Die erste schriftliche Erwähnung des Ortes stammt aus dem Jahr 1579. In Mittelgrund lebten früher Holzfäller, Schiffer und Schiffsbauer. Anfang des 20. Jahrhunderts war Mittelgrund ein beliebter Ausflugsort.
Am 15. Juni 1939 kam es im Bahnhof Mittelgrund zu einem schweren Eisenbahnunfall. Nach der Missachtung eines Signals durch den Lokomotivführer des D 148 von Berlin über Prag nach Bratislava fuhr der Zug zu schnell über eine Weiche auf ein anderes Gleis. Der Zug entgleiste und zerstörte ein Stellwerksgebäude. 14 Menschen starben, 26 wurden verletzt.

## Verkehr
Durch den Ort verläuft die Bahnstrecke von Děčín nach Dresden, in die hier die Bahnstrecke Nymburk–Děčín-Prostřední Žleb einmündet.